# Scienza doppia H
Scienza doppia H è il secondo album in studio del gruppo musicale Colle der Fomento, pubblicato nel 1999 dalla Mandibola Records.

## Descrizione
Scienza doppia H vede le produzioni affidate a Ice One ad esclusione di Toro scatenato prodotta da Danno e Outro prodotta da Phella, mentre sulle tracce si alternano i due MC del gruppo Danno e Masito, oltre alle collaborazioni di Esa ed Electro Disciples. Inoltre Ice One presta la propria voce agli ultimi tre brani del disco, Scienza doppia H, King Kong Vs Godzilla e Il tuo diavolo, che conferma le sue ottime doti di MC oltre che di DJ.
Se Odio pieno si era rivelato come un prodotto tipicamente hardcore, Scienza doppia H rivela la maturità artistica del gruppo in fatto di tematiche e stile, pur non facendone perdere la coerenza presente nel lavoro precedente.

## Tracce
1. Intro
2. Prova microfono
3. Vita
4. Sul tempo
5. Dissetante + potente
6. Preparati (feat. 2 Buoni Motivi)
7. Rest in Party (Electro Disciples)
8. Toro scatenato
9. Il cielo su Roma
10. Spinto da una sensazione (feat. Esa)
11. Scienza doppia H
12. King Kong vs Godzilla
13. Il tuo diavolo
14. Outro